# Boğazkent (Serik)
Boğazkent of Boğaz Kent is een plaats en gemeente (beldeler) aan de Turkse Rivièra.
Boğazkent kreeg pas in 1998 de status van gemeente. Het ligt ongeveer twee kilometer van het bekende toeristencentrum Belek aan een breed, langzaam glooiend, zandstrand. In het voorjaar komen de zeldzame Careta Careta (zeeschildpadden) naar het strand om hun eieren te leggen.
De stad Antalya ligt ongeveer vijfenveertig kilometer van Boğazkent. Boğazkent heeft een goede infrastructuur. Iedere woning is aangesloten op het drinkwatersysteem. De stroomvoorziening is normaal.
Iedere woning is aangesloten op het stedelijk rioolsysteem met een biologische zuiveringsinstallatie. Er zijn in het stadje erg goede asfaltwegen aangelegd.
Boğazkent heeft een drinkwaternet. Het water komt van een bron in het Taurusgebergte en is schoon en gezuiverd. De hardheid van het drinkwater wordt bepaald door het gehalte aan calcium (kalk) en magnesium dat erin aanwezig is. Het drinkwater in Boğazkent is vrij hard. (12 tot 18 °D) Dit water heeft dus een vrij hoog kalkgehalte.
In Boğazkent zijn wat kleine supermarktjes. De meest voorkomende levensmiddelen zijn daar wel verkrijgbaar. De eigenaar is steeds bereid om zaken voor u te bestellen als hij ze niet in zijn assortiment voert. Ook bezorgen velen de bestelde boodschappen bij u thuis.
Er zijn ook veel kleinere groenten en fruitkraampjes in Boğazkent.

## Openbaar vervoer
Het openbaar vervoer tussen Boğazkent en Serik is goed geregeld. Iedere dag, tussen 08.00 uur en 22.00 uur wordt er een uurdienst onderhouden.Op vrijdag, de marktdag in Serik, rijden de bussen meer frequent. De bussen hebben niet allemaal airconditioning.
Via Serik is er een mogelijkheid voor openbaar vervoer naar Kadriye en Belek.
Op het grote busstation in Serik stoppen alle grote lijnbussen die diensten onderhouden tussen Antalya en Alanya. Vanaf deze plaatsen zijn er verbindingen met talloze steden in Turkije.
Deze grote lijnbussen zijn erg comfortabel. Ze zijn allemaal uitgerust met airconditioning en hebben meestal twee chauffeurs en een of meerdere stewards aan boord.

## Ontwikkeling van Boğazkent.
Sinds een paar jaar maakt Boğazkent een snelle welvaart mee door de komst van club hotels aan het strand. Voorheen was de badplaats Boğazkent hoofdzakelijk bekend bij de lokale bevolking. Het naast gelegen Belek is meer internationaal bekend bij toeristen en golfers.
Inmiddels (2005) zijn er 3 grote clubhotels in gebruik met tezamen ca. 6000 bedden. In juli 2005 ging het vierde open.
Boğazkent bouwt nagenoeg alleen maar laagbouw. De woningen worden gebouwd in sites met omheining en bewaking. De meeste woningen zijn in eigendom als vakantiewoning. Zo bouwt Sunrise Residence onder de noemer Nederland bouwt in Turkije een resort van vakantiewoningen voor eigen (permanent) gebruik of voor de verhuur.
De gemeente van Boğazkent, en met name de gekozen burgemeester van Boğazkent, is zeer vooruitstrevend om de badplaats te voorzien van goede infrastructuur. In het voorjaar van 2005 zijn er 2 parken gepresenteerd in de krant van Serik. Ook zijn er reeds winkelcentra en winkelgalerijen gepland. Boğazkent heeft de ambitie de positie van Belek na te streven en met de komst van een brug tussen Boğazkent en Belek, ontsluit het dorp zich voor de toeristen en golfers.